# Tadeusz Lewicki (kapitan)
Tadeusz Heliodor Przemysław Lewicki, ps. „Kość” (ur. 3 lipca 1891 w Kołomyi, zm. 3 sierpnia 1926 w Stanisławowie) – kapitan piechoty Wojska Polskiego, działacz niepodległościowy, kawaler Orderu Virtuti Militari.

## Życiorys
Urodził się 3 lipca 1891 w Kołomyi, ówczesnym mieście powiatowym Królestwa Galicji i Lodomerii, w rodzinie Józefa i Marii z Filipowiczów. Był przyrodnim bratem emerytowanego podpułkownika, zamieszkałego w Kosowie. Ukończył seminarium nauczycielskie. Od 1 października 1913 odbywał obowiązkową służbę wojskową w 24 pułku piechoty, w charakterze jednorocznego ochotnika.
Od 28 sierpnia 1914 służył w Legionach Polskich. Początkowo walczył w szeregach 2 pułku piechoty. 24 marca 1915, po odmrożeniu nóg podczas kampanii w Karpatach, przebywał w szpitalu rezerwowym w Oświęcimiu. 27 lipca 1915 został przeniesiony do 6 pułku piechoty i 12 września tego roku wyruszył na front. Od 1 marca do 1 maja 1916 był kursantem Szkoły Podchorążych. 1 maja 1916 został mianowany chorążym. Objął dowództwo II plutonu 3. kompanii 6 pp. „Szczególnie odznaczył się w walkach o Polską Górę na Wołyniu /6 VII 1916/: podczas wykonywania zadania zwiadowczego został wraz z oddziałem otoczony nad Stochodem. W wyniku zaciętej walki na bagnety wydostał się z okrążenia, przynosząc cenne informacje o wojskach rosyjskich. Za czyn ten otrzymał Order Virtuti Militari”. 1 stycznia 1917 awansował na podporucznika. Po kryzysie przysięgowym (lipiec 1917) wstąpił do Polskiego Korpusu Posiłkowego. Po bitwie pod Rarańczą (15–16 lutego 1918) został internowany w Dułowie (węg. Dulfalva), skąd zbigł do II Korpusu Polskiego w Rosji.
Od listopada 1918 w szeregach odrodzonego Wojska Polskiego w 6 pułk piechoty Legionów, z którym brał udział w walkach wojny polsko-bolszewickiej. Po zakończeniu wojny kontynuował służbę jako oficer zawodowy w 6 pułku piechoty Legionów. 3 maja 1922 został zweryfikowany w stopniu kapitana ze starszeństwem od 1 czerwca 1919 i 414. lokatą w korpusie oficerów piechoty. Później został przeniesiony do 10 pułku piechoty w Łowiczu. Pełnił służbę w III batalionie 10 pp detaszowanym w Skierniewicach i tam mieszkał. Ostatnią jednostką, w której pełnił służbę był 53 pułk piechoty w Stryju. Zmarł 3 sierpnia 1926 w Szpitalu Wojskowym w Stanisławowie.
W marcu 1926 ożenił się z Antoniną z Fijałkowskich, z którą miał syna Tadeusza (ur. 4 stycznia 1927).

## Ordery i odznaczenia
- Krzyż Srebrny Orderu Wojskowego Virtuti Militari nr 6337 – 17 maja 1922[17][18][9][19]
- Krzyż Niepodległości – pośmiertnie, 6 czerwca 1931 „za pracę w dziele odzyskania niepodległości”[20][1][21][9]
- Krzyż Walecznych po raz 3 i 4 „za udział w b. Legionach Polskich”[22][23]
- Krzyż Walecznych po raz 1 i 2 za wojnę z Ukraińcami i bolszewikami[24][25]
- Krzyż Pamiątkowy 6 pułku piechoty Legionów Polskich[26]
- Odznaka za Rany i Kontuzje z trzema gwiazdkami[27]
- Odznaka pamiątkowa „Krzyż Kaniowski” nr 1850[6]
- Medal Zwycięstwa – 14 kwietnia 1922[6]
- Srebrny Medal Waleczności II klasy[28]